# Ората копата
О̀рата ко̀пата е древен обичай от езическите времена, изпълняван в наши дни вечерта на Сирни Заговезни.
Запазен е най-вече в Южна България, главно в Родопите, сред тракийските преселници в Добруджа, но също и в планинските села на Стара планина и Средна гора.
На някоя височинка край селото или в самото село се запалва огън, в който се слага голямо дърво, наречено оратник. Името идва от глагола оратя, който значи говоря. Още преди Заговезни ергените си правят по 40 – 50 стрели от див дрян или от пръчките, с които се плетат кошници; дълги 15 – 20 см, тези стрели имат връх, а на задния край са с перки, направени от пера. Момците предварително се упражняват да ги хвърлят на голямо разстояние с помощта на импровизиран лък от жилава пръчка. На някои места стрелите се наричат чилки, а хвърлянето им – чилкане, на други места (Старозагорско) ги наричат бутурници. Някъде (напр. Якоруда) стрелите са много по-дълги и се правят от сърцевината на бор.
Когато на Сирни Заговезни запалят оратника, всеки ерген се опитва да изхвърли запалената си от този огън стрела в двора на момичето, което харесва. Хвърлянето е придружено с еротични наричания, произнасяни в речитатив от момъка, по отношение на момичето и на всички вкъщи, или понякога с наричания за здраве и плодородие. Например: „Ората, копата, / дай ми чичо момата, / да я водя из дол в дол, / да ѝ сека бела фурка, / да ми дава...“ От летенето на стрелата и долитането ѝ до целта се правят гадания за любовта, свързано с традицията за гадаене по огън.
Волнодумството в много случаи започва с „Ората копата“, очевидно формула, чийто смисъл днес е неразбираем. Самата стрела явно е символ на половото влечение на младежа към момичето. Общността не отправя никакви упреци към младежите. Предварително хората разчистват дворовете от запалителни неща или, ако не могат да ги внесат вкъщи, ги покриват с мъчно запалими покривала, за да се избегнат пожари. Момите събират хвърлените в двора стрели и на другия ден се хвалят помежду си с броя им.
Според някои обяснението е, че младите се оставяли да правят това, за да се наговорят и простят с цинизмите преди постите, но традициите изобщо около заговезнишкия огън насочват към много стар тракийски езически култ. Документирани са опити на църквата за забраната им – Турланският събор през 680 г. в Цариград с Канон 65 изрично нарежда „да се изостави паленето на огньове … на новолуние, както и сега да се прескачат някои огньове по някакъв стар обичай. И ако това се прави от духовник, да се лиши от сан, а ако е лаик, да се отлъчва.“ За отбелязване е, че обичаят и днес се извършва винаги при новолуние.